# Carmen Solórzano Sánchez
Carmen Solórzano Sánchez (San Sebastián, 1952) es una médica pediatra, primera mujer presidenta del Colegio de Médicos de Guipúzcoa (España) en 2022 y miembro del Parlamento Vasco por Guipúzcoa entre 2019 y 2020.  
Está involucrada  como voluntaria con la ONG Médicos del Mundo en Congo y Ruanda y en otras iniciativas con contenido social.

## Biografía
Estudió la carrera de medicina en la Universidad de Oviedo y realizó la especialidad de   pediatra vía MIR  en la Residencia Sanitaria Nuestra Señora de Aranzazu de San Sebastián, actual Hospital Universitario Donostia.
Ejerció la pediatría en la atención primaria de Guipúzcoa y participó como representante de los Colegios Médicos Vascos en las comisiones que elaboraron los protocolos para la prevención y la atención del maltrato a las mujeres.
En el año 2019 ocupó un escaño en el Parlamento Vasco en representación de Guipúzcoa por el partido político EAJ-PNV.
En el año 2022 fue elegida Presidenta del Colegio de Médicos de Guipúzcoa siendo la primera mujer en acceder a  este cargo.
Es colaboradora de la ONG Médicos del Mundo en Congo y Ruanda.